# Cordovilla (Albacete)
Cordovilla es una pedanía española perteneciente al municipio de Tobarra, en la provincia de Albacete, dentro de la comunidad autónoma de Castilla-La Mancha.
Su población se dedica fundamentalmente a la agricultura y a la ganadería. 
La pedanía cuenta con sala de lectura, dependiente de la Biblioteca Municipal de Tobarra, Colegio Rural Agrupado, farmacia propia y Centro Social. Existen además varias empresas dedicadas a la panadería-repostería, embutidos, carpintería e imprenta.
Hay unos chorizos buenismos 

## Administración política
Cordovilla está regida administrativamente por un alcalde-pedáneo, que es nombrado por decreto del Ayuntamiento de Tobarra, a propuesta del partido político mayoritario en cada elección municipal.
| Partido político | 2011  | 2011  | 2011 |
| Partido político | %     | Votos |      |
| PSOE             | 42,71 | 126   |      |
| PP               | 48,81 | 144   |      |
| PCdT             | 6,10  | 18    |      |

## Evolución demográfica
| 2000 | 2001 | 2002 | 2003 | 2004 | 2005 | 2006 | 2007 | 2008 | 2009 | 2010 | 2014 | 2015 | 2016 | 2020 |
| 385  | 383  | 369  | 366  | 360  | 344  | 330  | 319  | 305  | 299  | 299  | 274  | 278  | 271  | 244  |

## Economía
La economía está basada en la agricultura, destacando los almendros, olivos, albaricoques, ciruelas y azafrán.
En cuanto a la ganadería destaca la presencia de ganado porcino y ovino.

## Turismo

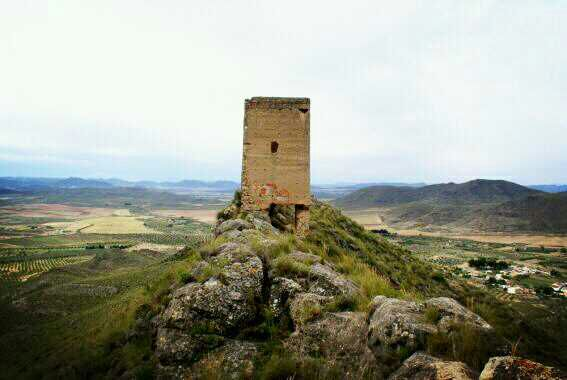
La torre del Castellar

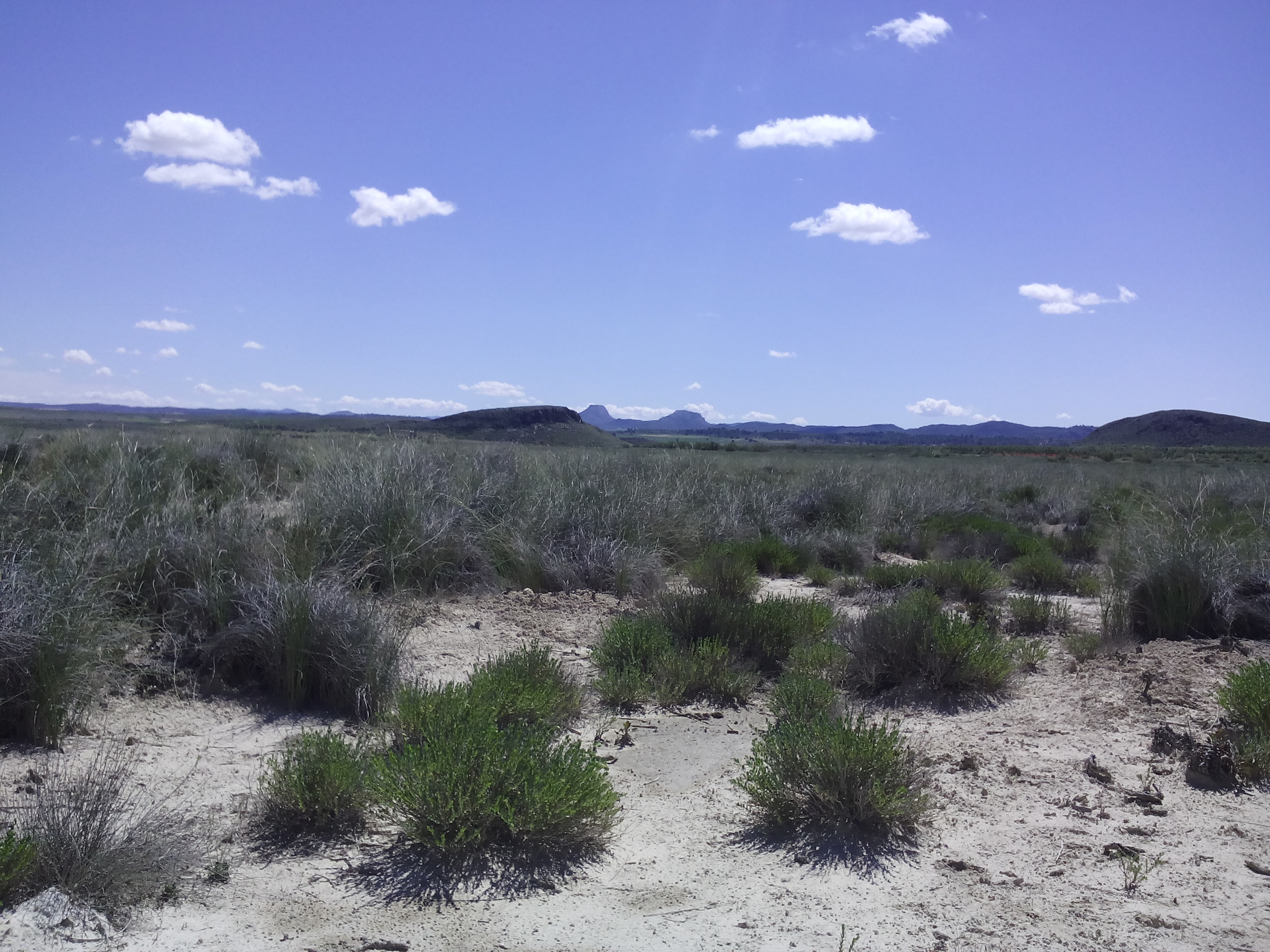
Saladar de Cordovilla

Esta aldea es famosa por La torre del Castellar, una atalaya de vigilancia, antigua fortaleza mozárabe, que data del siglo XI o XII.
Cabe reseñar el conjunto paisajístico y geológico de los saladares de Cordovilla, un terreno de suelo salino o salitroso, improductivos para la agricultura, de los que cabe significar su vegetación, protegida por legislación de la Unión Europea. Es conocida por sus espectaculares churros.

## Fiestas
Sus Fiestas Patronales se celebran en honor a San Diego de Alcalá el segundo fin de semana del mes de noviembre. Las Fiestas de Verano se celebran la primera semana del mes de julio.
- Datos: Q5788428